# Musée Jules-Desbois
Le Musée Jules Desbois, à Parçay-les-Pins en Maine-et-Loire, est un musée labellisé « Musée de France », consacré à l’œuvre du sculpteur Jules Desbois (1851-1935), ami et collaborateur d’Auguste Rodin et Camille Claudel. Une centaine d'œuvres de cet artiste remarquable est présentée : sculptures et objets d'art décoratif célèbrent le corps humain avec puissance, réalisme et sensualité.
Le jeune musée Jules-Desbois, ouvert en 2001 à Parçay-les-Pins, est le résultat d’un long travail commencé en 1979.

## Historique
Du musée associatif …
En 1979, le sculpteur Raymond Huard, fervent admirateur de l’œuvre de Jules Desbois, fait l’acquisition de la maison natale de l’artiste située à Parçay-les-Pins et réunit autour de lui plusieurs passionnés au sein de l’Association des amis de Jules Desbois. Il se met en quête des œuvres de Desbois afin de faire ressortir de l’ombre le talentueux sculpteur. Face à l’accueil favorable fait au petit musée, la nécessité de trouver un lieu plus adapté à la visite se fait rapidement sentir.
… Au musée municipal
En 1997, l’occasion se présente pour la commune de Parçay-les-Pins d’acquérir une ancienne quincaillerie située face à la maison natale de Desbois. Elle décide alors de prendre le relais de l’association et d’installer dans ce bâtiment le musée Jules Desbois.
Ce musée est placé sous la tutelle scientifique de la conservation départementale des musées. Il est géré et animé par la Direction Associée des Musées Municipaux (DAMM).

## Collections
Outre la volonté d’accueillir les visiteurs dans de meilleures conditions, la création du nouveau musée s’accompagne d’une politique active d’enrichissement des collections, afin de faire de cet espace un lieu culturel de référence pour la connaissance de Desbois. Depuis 2001, près d’une trentaine d’œuvres de l’artiste a été acquise par le musée. 
Le musée Jules-Desbois concentre ainsi à ce jour la plus importante collection d’œuvres de Desbois, ses autres réalisations étant pour la plupart éparpillées entre musées et particuliers dans le monde entier.